# Henri Christiné
Henri Marius Christiné va ser un autor, compositor i editor francès d'origen suís, nascut a Ginebra el 27 de desembre de 1867 i mort a Niça el 23 de novembre de 1941.
Abans de la Primera Guerra Mundial va escriure nombroses cançonetes per Fragson (Je connais une blonde, Reviens;...), Mayol, Polin o Yvonne Printemps. També va ser director d'orquestra al music-hall Concert Européen.
La seva carrera pren un gir considerable després de la guerra gràcies a l'èxit assolit amb la seva opereta Phi-Phi, estrenada l'endemà de l'Armistici, amb llibret d'Albert Willemetz i de Fabien Solar. Phi-Phi es representà sense interrupció durant 3 anys al teatre dels Bouffes-Parisiens. Aquest èxit va anar seguit d'altres: Dédé (1921), amb Maurice Chevalier, Madame (1923) o J'adore ça (1925).
Com a editor va publicar les primeres cançons de Vincent Scotto.

## Operetes
- 1903: Service d'amour
- 1904: Mam'zelle Chichi
- 1907: Les Vierges du harem
- 1908: Cinq minutes d'amour
- 1918: Phi-Phi
- 1921: Dédé
- 1923: Madame
- 1925: J'adore ça
- 1926: J'aime!
- 1929: Arthur
- 1931: Encore cinquante centimes, en col·laboració de Maurice Yvain.
- 1932: Robinson Crusoé
- 1933: La Madone du promenoir; L'Affaire Brocs
- 1934: Le Bonheur, mesdames!; Au temps des Merveilleuses, en col·laboració de Tiarko Richepin.
- 1934: La Poule; Yana, en col·laboració de Tiarko Richepin.
- 1938: Le Flirt ambulant